# رالف إي. كينغ
رالف إي. كينغ (بالإنجليزية: Ralph E. King)‏ هو سياسي أمريكي، ولد في 16 يونيو 1902، وتوفي في 2 ديسمبر 1974. حزبياً، نشط في الحزب الديمقراطي. وقد انتخب عضو مجلس ولاية لويزيانا.